# 8698 Bertilpettersson
8698 Bertilpettersson è un asteroide della fascia principale. Scoperto nel 1993, presenta un'orbita caratterizzata da un semiasse maggiore pari a 2,8452193 UA e da un'eccentricità di 0,0596093, inclinata di 1,63928° rispetto all'eclittica.